# Aliance malých ostrovních států
Aliance malých ostrovních států (AOSIS) je mezivládní organizace nízko položených pobřežních a malých ostrovních států. AOSIS byla založena v roce 1990 před druhou Světovou konferencí o klimatu. Hlavním účelem aliance je konsolidovat hlasy malých ostrovních rozvojových států (SIDS) v boji proti globálnímu oteplování.
Tyto ostrovní země jsou obzvláště zranitelné vůči změně klimatu a souvisejícím dopadům na oceán, včetně vzestupu hladiny oceánů, pobřežní eroze a pronikání slané vody. Členové patří mezi národy, které jsou nejméně zodpovědné za změnu klimatu, protože přispěly méně než 1 % ke světovým emisím skleníkových plynů. Tyto státy se zasazují o mezinárodní politiku a mechanismy pro řešení nerovnosti dopadů klimatu.

## Organizace
AOSIS funguje především jako ad hoc lobby a vyjednávací hlas pro malé ostrovní rozvojové státy prostřednictvím systému Organizace spojených národů. Nemá řádný rozpočet, stálý sekretariát ani formální chartu.  Existuje předsednictvo, které se skládá z předsedy a dvou místopředsedů.
AOSIS také využívá partnerství, například s Rozvojovým programem OSN a Evropskou komisí.

## Mise
Hlavními oblastmi zaměření AIS jsou změna klimatu, udržitelný rozvoj a ochrana oceánů.
Malé ostrovní rozvojové státy patří mezi národy, které jsou nejméně zodpovědné za změnu klimatu, protože přispěly méně než 1 % ke světovým emisím skleníkových plynů. Jsou obzvláště zranitelné vůči jeho účinkům, přičemž některým ostrovům hrozí, že se v důsledku vzestupu hladiny moře stanou neobyvatelnými. AOSIS na tuto hrozbu neobyvatelnosti způsobenou změnou klimatu při jednáních o klimatu soustavně upozorňovala.
Malé ostrovní rozvojové státy, z nichž se AOSIS převážně skládá, představují méně než 1 % globálního HDP, území a populace, což znamená, že jednotlivě mají malou politickou váhu v mezinárodních jednáních o klimatu. Cílem AOSIS je zesílit hlasy svých členů tím, že spojí státy, které se potýkají s podobnými problémy. Cílem je zvýšit jejich schopnost ovlivňovat jednání o klimatu a zvyšovat povědomí o jejich obavách.

## Akce
AOSIS je od svého vzniku velmi aktivní. Na celosvětové scéně hraje vedoucí úlohu při zvyšování povědomí o změně klimatu a prosazování opatření k řešení změny klimatu. Vytvoření aliance znamenalo začátek růstu vlivu SIDS v klimatické politice.  Navzdory své velikosti a relativně malé ekonomické a politické váze se členské státy AOSIS při jednáních o změně klimatu snažily překonat svou váhu.
AOSIS hrála důležitou úlohu při vytváření Rámcové úmluvy Organizace spojených národů o změně klimatu (UNFCCC) a byla důležitým aktérem při jednáních o tomto rámci v roce 1992. Její obhajoba přispěla k tomu, že do článku 4.8 UNFCCC byly zahrnuty odkazy na větší zranitelnost a zvláštní potřeby SIDS. AOSIS však byla neúspěšná ve svých pokusech přesvědčit státy, aby do rámce zahrnuly závazky ke stanoveným cílům snižování emisí skleníkových plynů.
AOSIS pokračovala v obhajobě zvláštních potřeb SIDS během Summitu Země v Rio de Janeiru v roce 1992 a „zvláštní případ“ SIDS byl uznán v Agendě 21, politickém akčním plánu, který byl výsledkem summitu. Návrh AOSIS, aby byl vytvořen „mezinárodní pojišťovací fond“, financovaný rozvinutými zeměmi jako kompenzace SIDS za škody způsobené změnou klimatu, byl zamítnut. V Riu rozšířila AOSIS svůj mandát nad rámec změny klimatu tak, aby zahrnoval také udržitelný rozvoj SIDS. AOSIS vyjednala zahrnutí malé programové oblasti pro udržitelný rozvoj malých ostrovů do Agendy 21. Agenda 21 nebyla právně závazná a někteří akademici tvrdí, že program byl příliš vágní na to, aby podporoval smysluplnou akci.
AOSIS se podařilo prosadit do Agendy 21 výzvu ke svolání globální konference na toto téma která vedla k první Globální konferenci o udržitelném rozvoji malých ostrovních států, která se konala na Barbadosu v roce 1994. AOSIS hrála na konferenci významnou roli. Jednalo se o první konferenci OSN zcela věnovanou SIDS. Konference vyústila v převedení Agendy 21 do komplexnějšího programu, Barbadoského akčního programu pro udržitelný rozvoj malých ostrovních rozvojových států. Pětiletý přezkum konference z Barbadosu, provedený na zvláštním zasedání Valného shromáždění OSN v roce 1999, zjistil, že úsilí SIDS o dosažení pokroku směrem k udržitelnému rozvoji bylo omezené, zatímco desetileté hodnocení konference na Barbadosu, které mělo podobu mezinárodního setkání na Mauriciu v roce 2005, zjistilo, že její provádění bylo z velké části neúspěšné.
AOSIS předložila první návrh textu v rámci jednání o Kjótském protokolu již v roce 1994. Členské státy AOSIS Fidži a Antigua a Barbuda byly prvními státy, které v roce 1998 ratifikovaly Kjótský protokol.
AOSIS využila formálních i neformálních setkání naplánovaných před konferencemi OSN o změně klimatu, aby zvýšila povědomí a politickou dynamiku pro své poslání. AOSIS rovněž využila sdělovacích prostředků ke zvýšení povědomí o svých obavách. Například v rámci příprav na konferenci OSN o změně klimatu (UNFCCC) v Kodani v roce 2009 uspořádali členové kabinetu Malediv, členského státu AOSIS, podmořskou schůzi kabinetu, aby zvýšili povědomí o hrozbě, kterou změna klimatu představuje pro samotnou existenci Malediv. Kaskadérský kousek si získal mezinárodní pozornost.
Na konferenci OSN o změně klimatu v Berlíně v roce 1995 se AOSIS velmi důrazně zasazovala o závazek k časovým plánům a cílovým opatřením pro změnu klimatu. Získal podporu vyspělých zemí včetně Číny, Brazílie a Indie.  AOSIS se od roku 2008 zasazovala o zahrnutí teplotního cíle, který by omezil globální oteplování na 1,5 °C ve srovnání s úrovní před průmyslovou revolucí. Na konferenci v Kodani bylo přítomno mnoho členských států AOSIS. Demokracie teď! oznámili, že členové z ostrovního státu Tuvalu dne 10. prosince 2009 přerušili zasedání konference a požadovali, aby byl nárůst globální teploty omezen na 1,5 °C namísto navrhovaných 2 °C. Tato obhajoba pokračovala i v přípravách na zasedání UNFCCC v Paříži v roce 2015. AOSIS iniciovala bod jednacího programu, který by vedl k zahrnutí cíle 1,5 °C, a byl důležitý pro získání podpory pro jeho zahrnutí ze strany zranitelných afrických a asijských zemí a nejméně rozvinutých zemí.  Podle spisovatele a aktivisty Marka Lynase bylo zahrnutí cíle 1,5 °C do Pařížské dohody „téměř zcela“ způsobeno podporou SIDS a dalších rozvojových zemí.
Na varšavské konferenci o změně klimatu v roce 2013 se AOSIS zasadila o vytvoření mezinárodního mechanismu pro ztráty a škody, které vyvolaly trosky supertajfunu Haiyan. Vzhledem k tomu, že existence mnoha členských států AOSIS je ohrožena změnou klimatu, AOSIS pohrozila soudními spory. Výsledky nedávného přezkumu literatury ukazují, že potenciální odpovědnost AOSIS za ztráty související se změnou klimatu činí více než 570 bilionů dolarů. AOSIS tuto otázku znovu nastolila na zasedání UNFCCC v Paříži v roce 2015. AOSIS se zasloužila o začlenění článku 8 do Pařížské dohody, který „uznává důležitost odvrácení, minimalizace a řešení ztrát a škod“ způsobených změnou klimatu ačkoli tento článek „neposkytuje základ pro jakoukoli odpovědnost za odškodnění“. Stejně jako v případě předchozích dohod o klimatu byli členové AOSIS mezi prvními, kdo ratifikovali Pařížskou dohodu, přičemž Fidži ratifikovalo jako první, o několik dní později následovaly Republika Marshallovy ostrovy, Palau, Maledivy a další.
Členský stát AOSIS Fidži v roce 2017 spolupořádal konferenci OSN o oceánech.  Ministři členských států AOSIS, včetně Fidži, Tuvalu a Palau, využili tuto konferenci k opětovnému zvýšení povědomí o skutečném riziku, které dopad změny klimatu představuje pro samotnou existenci jejich národů, a k obhajobě opatření k řešení změny klimatu.  Fidži také v roce 2017 předsedalo konferenci OSN o změně klimatu, čímž se stalo prvním SIDS, který předsedal konferenci OSN o změně klimatu, ačkoli se akce konala v Bonnu kvůli odlehlé poloze Fidži, malé rozloze a omezené infrastruktuře.

## Členství v AOSIS
AOSIS je členem 39 světových států, z nichž 37 je členy OSN, zatímco 2 (Cookovy ostrovy a Niue) se účastní OSN a dalších pět států je pozorovatelů. Aliance zastupuje 28 % rozvojových zemí a 20 % všech členů OSN. Většina SIDS jsou členy AOSIS. 
AOSIS má heterogenní členskou základnu. Členské státy jsou rozprostřeny v mnoha globálních regionech. AOSIS se zaměřuje na SIDS, ale jejími členy jsou i nízko položené pobřežní země, například Belize a Guyana, a větší ostrovy, například Papua Nová Guinea. Kromě geografických rozdílů se členské země liší také ekonomicky, protože AOSIS zahrnuje jak bohaté členské země, například Singapur, tak nejméně rozvinuté země, například Komory.
Společným jmenovatelem, který spojuje členy AOSIS, je jejich zvláštní zranitelnost vůči změně klimatu.
Někteří akademici tvrdí, že heterogenita AIS oslabila její efektivitu, zejména pokud jde o lobbování za udržitelný rozvoj.

## Členské státy

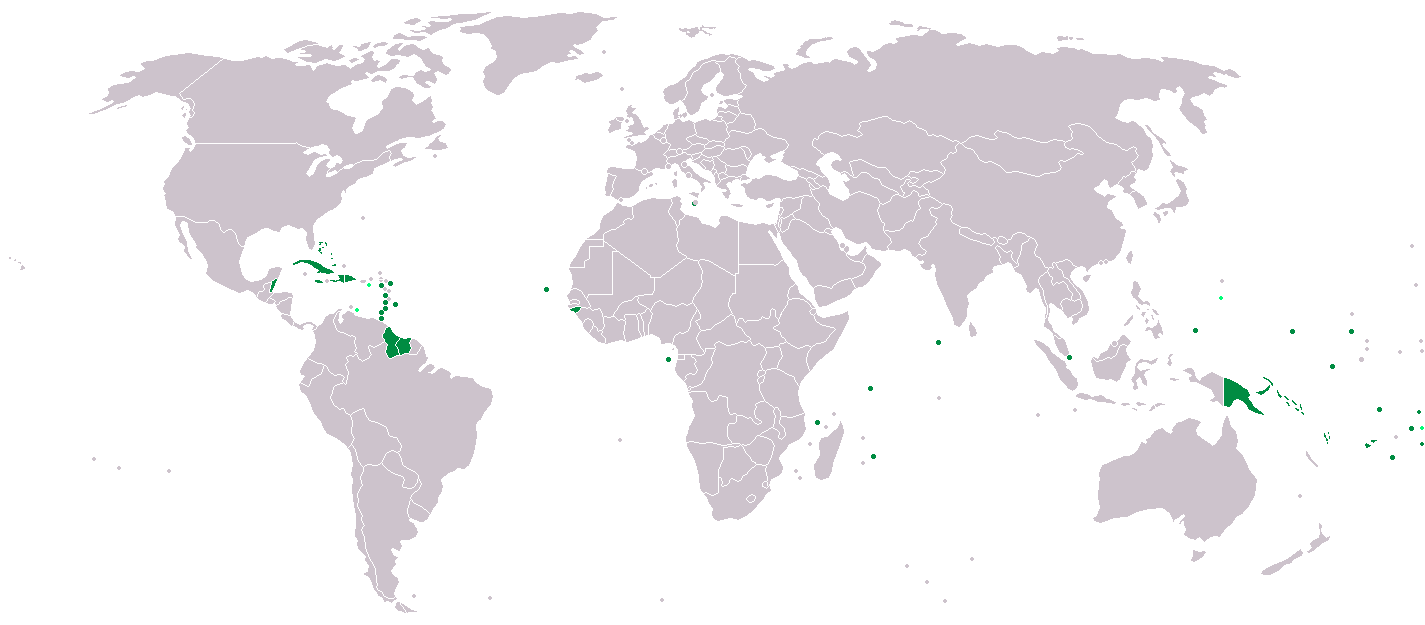
AOSIS členové – tmavě zelená; pozorovatelé – světle zelená (březen 2008).

Členské státy jsou:
|  | V Atlantském oceánu (3 státy): - Kapverdy - Guinea-Bissau - Svatý Tomáš a Princův ostrov V Karibiku (16 států): - Antigua a Barbuda - Bahamy - Barbados - Belize - Kuba - Dominika - Dominikánská republika - Grenada - Guyana - Haiti - Jamajka - Svatý Kryštof a Nevis - Svatá Lucie - Svatý Vincenc a Grenadiny - Surinam - Trinidad a Tobago | V Indickém oceánu (4 státy): - Komory - Maledivy - Seychely - Mauricius V Tichém oceánu (15 zemí): - Cookovy ostrovy - Fidži - Kiribati - Marshallovy ostrovy - Mikronésie - Nauru - Niue - Palau - Papua Nová Guinea - Samoa - Šalomounovy ostrovy - Východní Timor - Tonga - Tuvalu - Vanuatu V Jihočínském moři (1 stát): - Singapur |  |

AOSIS má také pět pozorovatelů: Americkou Samou, Guam, Nizozemské Antily, Portoriko a Americké Panenské ostrovy.

## Předsednictví
Od založení AOSIS se vystřídalo 13 předsedů a předsedkyň, přičemž současným předsedou je stálý zástupce Samoy, velvyslanec Pa'olelei Luteru.

## Ocenění
V roce 2010 byla AOSIS poprvé oceněna Cenou Fredericka R. Andersona za vynikající výsledky při řešení změny klimatu od Centra pro mezinárodní právo životního prostředí.

### Související stránky
- Africká, Karibská a Pacifická skupina států
- Zmírňování změny klimatu
- Nejméně rozvinuté země
- Politika ochrany klimatu